# Adilet Kyschtakbekow
Adilet Kyschtakbekow (* 11. April 1993) ist ein kirgisischer Mittel- und Langstreckenläufer. 

## Sportliche Laufbahn
Erste Erfahrungen bei internationalen Meisterschaften sammelte Adilet Kyschtakbekow im Jahr 2009, als er bei den Jugendasienspielen in Singapur im 1500-Meter-Lauf in 4:35,01 min den achten Platz belegte und mit der 4-mal-200-Meter-Staffel auf Rang vier gelangte. Bei den Crosslauf-Weltmeisterschaften 2013 in Bydgoszcz erreichte er nach 38:37 min Rang 92 und anschließend schied er bei den Asienmeisterschaften in Pune mit 4:04,28 min über 1500 Meter in der ersten Runde aus. Im Jahr darauf erreichte er bei den Hallenasienmeisterschaften in Hangzhou in 3:59,29 min bzw. 8:35,44 min jeweils den siebten Platz über 1500 und 3000 Meter und im Oktober erreichte er bei den Asienspielen in Incheon über 1500 Meter das Finale, in dem er mit 3:54,30 min auf Rang neun einlief. 2016 wurde er bei den Hallenasienmeisterschaften in Doha in 8:29,45 min Siebter im 3000-Meter-Lauf und startete daraufhin bei den Hallenweltmeisterschaften in Portland, bei denen er mit 8:44,77 min aber nicht bis in das Finale gelangte. 
2017 erreichte er bei den Islamic Solidarity Games in Baku in 30:08,28 min den siebten Platz im 10.000-Meter-Lauf und erreichte auch bei den anschließenden Asienmeisterschaften in Bhubaneswar in 15:09,59 min über 5000 Meter diese Platzierung. Zudem gewann er dort über 10.000 Meter in 30:06,65 min die Bronzemedaille hinter den Indern Govindan Lakshmanan und Thonakal Gopi. Zudem siegte er in diesem Jahr nach 1:08:22 h beim Bischkek-Halbmarathon. Im Jahr darauf nahm er im Marathonlauf erneut an den Asienspielen in Jakarta teil und klassierte sich dort nach 2:51:57 min auf Rang 14. Auch bei den Marathon-Asienmeisterschaften im Jahr darauf in Dongguan erreichte er nach 2:3:39 h diese Platzierung.

## Persönliche Bestzeiten
- 1500 Meter: 3:54,30 min, 29. September 2014 in Incheon
  - 1500 Meter (Halle): 3:59,29 min, 15. Februar 2014 in Hangzhou
  - 3000 Meter (Halle): 8:29,45 min, 21. Februar 2016 in Doha
- 5000 Meter: 15:03,11 min, 26. Juli 2015 in Almaty
- 10.000 Meter: 30:06,65 min, 6. Juli 2017 in Bhubaneshwar
- Halbmarathon: 1:06:24 h, 15. April 2017 in Duschanbe
- Marathon: 2:18:24 h, 14. April 2019 in Annecy